# Günter Ecker
Günter Ecker (* 12. Juni 1924 in Siegburg; † 29. Mai 2014) war ein deutscher Physiker und Hochschullehrer. Er galt als Pionier der Plasmaphysik und -technologie in Deutschland. 

## Leben
Nach dem Abitur 1942 und Wehrdienst studierte er ab 1943 in Göttingen, München und Bonn und erwarb 1946 sein Diplom. 1948 folgte die Promotion, 1953 die Habilitation (Zur Theorie der Bogenkathode). Nach Stationen als Stipendiat der Royal Society an der Queen’s University Belfast 1954 sowie Gastprofessuren 1955 in Oklahoma und 1957 an der University of California, Berkeley wurde er 1960 Diätendozent an der Universität Bonn. Schließlich übernahm er 1963 eine „Eckprofessur“ (Lehrstuhl) an der Ruhr-Universität Bochum und wurde dort Gründungssenator und Direktor des Institutes für Theoretische Physik. 1986 wurde er Vorstandsvorsitzender der von den Universitäten Bochum, Düsseldorf, Essen und Wuppertal sowie dem Forschungszentrum Jülich getragenen „Arbeitsgemeinschaft Plasmaphysik“ (APP). 1989 wurde er emeritiert und übernahm 1991 den Vorsitz der Deutschen Gesellschaft für Plasmatechnologie (DGPT). Im gleichen Jahr wurde er durch das Land Mecklenburg-Vorpommern berufen.

## Werk
Neben seiner Forschung hat sich Ecker vor allem als Wissenschaftsorganisator einen Namen gemacht. So geht der heutige Forschungsschwerpunkt „Plasma Science and Technology“ der Ruhr-Universität maßgeblich auf sein langjähriges Wirken in Bochum zurück. Darüber hinaus war er
- Initiator und Koordinator mehrerer vom Bundesministerium für Bildung und Forschung bzw. vom nordrhein-westfälischen Wissenschaftsministerium geförderten Verbundprojekte im Bereich der Plasmatechnologie
- Verfasser mehrerer Studien zum Stellenwert der Plasmatechnologie in Deutschland
- Koordinator des Sonderforschungsbereiches „Plasmaphysik Bochum/Jülich“ (1972–1989)
- Initiator des Sonderforschungsbereiches „Physikalische Grundlagen der Niedertemperaturplasmen“ unter Beteiligung der Ruhr-Universität Bochum, der Heinrich-Heine-Universität Düsseldorf, der Universität-Gesamthochschule Essen, der Bergischen Universität Wuppertal und des Forschungszentrums Jülich (1990–2001).
- Vorsitzender der Arbeitsgemeinschaft Plasmaphysik (APP) (von 1986 bis 2002, danach Ehrenvorsitzender).
- Gründungsmitglied der „Deutsche Gesellschaft für Plasmatechnologie e.V. (DGPT)“ (1991), von 1991 bis 1997 Vorsitzender, danach Ehrenvorsitzender.
- Initiator der „Bundesdeutschen Fachtagung Plasmatechnologie“ im Jahre 1985.

Nach der Wiedervereinigung machte sich Ecker als Berater und Gutachter für den Wissenschaftsrat um die Zusammenführung der Plasmaforschung in Ost- und Westdeutschland verdient. Er war insbesondere an der Gründung des Instituts für Niedertemperatur-Plasmaphysik in Greifswald (1992) beteiligt und begleitete dessen Entwicklung bis 2004 als Vorsitzender der Mitgliederversammlung und Mitglied des Institutsbeirates.

## Veröffentlichungen (Auswahl)
- Das Niedertemperaturplasma, Düsseldorf : VDI-Verl., 1988
- Zum Technologiepotential der Plasmaphysik, Düsseldorf : VDI-Verl., 1985
- Der Einfluss der Elektronen-Turbulenz auf die elektrische Mikrofeldverteilung im Plasma, Opladen : Westdeutscher Verlag, 1973
- Klassische Probleme der Gaselektronik in moderner Sicht, Opladen : Westdeutscher Verlag, 1972

## Ehrungen
- 1994 Ehrendoktorwürde der Ernst-Moritz-Arndt-Universität Greifswald[2]
- 1997 Ehrenpräsident der Deutschen Gesellschaft für Plasmatechnologie
- 2006 Bundesverdienstkreuz 1. Klasse[3]